# Wojciech Sowiński
Wojciech Albert Sowiński (Łukaszówka, Podíl·lia, Ucraïna, 1803 - París, França, 1880) fou un pianista i compositor polonès.
Feu els seus estudis a Viena, on fou deixeble de Czerny i de Seyfried, i entaulà amistat amb Schubert i Moscheles. Després de fer un llarg viatge per Itàlia, el 1830 s'establí a París, on es dedicà a donar concerts i a l'ensenyança.
Publicà un gran nombre d'obres per a orquestra, música di càmera, composicions per a piano i el diccionari biogràfic Les musiciens poloneis et slaves ancians et modernes (París, 1857).